# Síugrás a 2010. évi téli olimpiai játékokon
A  2010. évi téli olimpiai játékokon a síugrás versenyszámait a whistleri Whistler Olympic Park síközpontban rendezték meg február 12. és 22. között.
Két férfi egyéni és egy férfi csapatviadalt rendeztek. Egyéniben mind a normál- mind pedig a nagysáncon összemérték tudásukat a versenyzők, a csapatversenyt a nagysáncon rendezték.

## Éremtáblázat
(Az egyes számoszlopok legmagasabb értéke, vagy értékei vastagítással kiemelve.)
| A 2010. évi téli olimpiai játékok éremtáblázata síugrásban | A 2010. évi téli olimpiai játékok éremtáblázata síugrásban | A 2010. évi téli olimpiai játékok éremtáblázata síugrásban | A 2010. évi téli olimpiai játékok éremtáblázata síugrásban | A 2010. évi téli olimpiai játékok éremtáblázata síugrásban | Olimpia  |
| ---------------------------------------------------------- | ---------------------------------------------------------- | ---------------------------------------------------------- | ---------------------------------------------------------- | ---------------------------------------------------------- | -------- |
|                                                            | Ország                                                     | Arany                                                      | Ezüst                                                      | Bronz                                                      | Összesen |
| 1.                                                         | Svájc (SUI)                                                | 2                                                          | 0                                                          | 0                                                          | 2        |
| 2.                                                         | Ausztria (AUT)                                             | 1                                                          | 0                                                          | 2                                                          | 3        |
|                                                            |                                                            |                                                            |                                                            |                                                            |          |
| 3.                                                         | Lengyelország (POL)                                        | 0                                                          | 2                                                          | 0                                                          | 2        |
| 4.                                                         | Németország (GER)                                          | 0                                                          | 1                                                          | 0                                                          | 1        |
|                                                            |                                                            |                                                            |                                                            |                                                            |          |
| 5.                                                         | Norvégia (NOR)                                             | 0                                                          | 0                                                          | 1                                                          | 1        |
|                                                            |                                                            |                                                            |                                                            |                                                            |          |
| Összesen                                                   | Összesen                                                   | 3                                                          | 3                                                          | 3                                                          | 9        |

## Érmesek
| A 2010. évi téli olimpiai játékok érmesei síugrásban |                                                                                                |        |                                                                                        |        |                                                                                    |        |
| Versenyszám                                          | Arany                                                                                          | Arany  | Ezüst                                                                                  | Ezüst  | Bronz                                                                              | Bronz  |
| Egyéni, normálsánc                                   | Simon Ammann · Svájc (SUI)                                                                     | 276,5  | Adam Małysz · Lengyelország (POL)                                                      | 269,5  | Gregor Schlierenzauer · Ausztria (AUT)                                             | 268,0  |
| Egyéni, nagysánc                                     | Simon Ammann · Svájc (SUI)                                                                     | 283,6  | Adam Małysz · Lengyelország (POL)                                                      | 269,4  | Gregor Schlierenzauer · Ausztria (AUT)                                             | 262,2  |
| Csapatverseny                                        | Ausztria (AUT) · Wolfgang Loitzl · Andreas Kofler · Thomas Morgenstern · Gregor Schlierenzauer | 1107,9 | Németország (GER) · Michael Neumayer · Andreas Wank · Martin Schmitt · Michael Uhrmann | 1035,8 | Norvégia (NOR) · Anders Bardal · Tom Hilde · Johan Remen Evensen · Anders Jacobsen | 1030,3 |